# Вимське князівство
Вимське князівство (або Удорське князівство) — феодальна комі-зирянська держава в Європі в 1451—1502 роках.
Включала в себе володіння комі-перм'яків у Вичегодській Пермі (зараз — територія Республіки Комі), в басейні річки Вичегда та її притоку річки Вим.

## Історія
Вперше удоряни згадуються в літописі в 1389 році: «Лета 6897 пришедшу с Удоры и с Пинеги пермяне-идолопоклонницы на Еренский городок, монастырское Пречистые Богородицы пожгли, пограбили, людей монастырских посекли». Втім, рідновірами жителі князівства досить швидко перестали бути: у 1444 році Пермський єпископ Питирим «привел к святой вере пермяков удоренов на Вашке реке, игуменов и попов им дал, святей храмы тамо воздвиг».
Князівство було ліквідоване Москвою в 1502 році.

## Вимські князі
- Єрмолай Вимський («Верейський») (пом. до 1465?) — У 1451 році разом із сином Василем отримав від Москви намісництво у Вичегодській Пермі.
- Василь Єрмолаєвич (пом. 1480) — продовжив лінію Вимських князів.
- Михайло Єрмолаєвич (пом. 1481) — ставленик Москви у Великій Пермі; родоначальник Великопермських князів.
- Петро Васильович (пом. 1499)
- Федір Васильович (1481/1499 — 1502; пом. після 1502).